# Thomas M. Disch
Thomas Michael Disch (2 de fevereiro de 1940 – 4 de julho de 2008) foi um autor de ficção científica e poeta americano. Ele venceu o Hugo Award de Melhor Livro de Não-Ficção em 1999, e recebeu outras duas nomeações ao Hugo, nove nomeações ao Prêmio Nebula, e venceu um John W. Campbell Memorial Award, um Rhysling Award, dois Seiun Awards, e vários outros.
Durante os anos 60, seu trabalho começou a aparecer nas revistas de ficção científica. Suas obras aclamadas são The Genocides, Camp Concentration, 334 e On Wings of Song são grandes contribuições para o movimento New Wave. Em 1996, seu livro The Castle of Indolence: On Poetry, Poets, and Poetasters foi nomeado ao National Book Critics Circle Award, em 1999, Disch venceu o Hugo por The Dreams Our Stuff Is Made Of, uma análise sobre o impacto da ficção científica na cultura, e também venceu o Michael Braude Award de Light Verse. Escreveu outros trabalhos de não-ficção, sendo crítico de teatro e ópera para o The New York Times, The Nation, e outros períodicos. Ele também publicou inúmeros volumes de poesia como Tom Disch.
Após um extenso período de depressão com a perda do seu parceiro, Charles Naylor em 2005, Disch parou de escrever quase inteiramente, exceto por poesias e postagens em seu blog – onde ele produziu dois romances -. Disch cometeu suicídio com uma arma em seu apartamento em Manhattan, New York City, no dia 4 de julho de 2008. Seu último livro, The Word of God, foi escrito pouco antes da morte de Naylor, e foi publicado poucos dias antes da morte de Disch.